# Mario Demarco (Musiker)
Mario Demarco (Mario Domingo Lapuntzina; * 5. August 1917 in Buenos Aires; † 4. Februar 1970) war ein argentinischer Bandoneonist, Bandleader, Tangokomponist und Arrangeur.

## Leben und Wirken
Demarco hatte Bandoneonunterricht bei Joaquín Clemente und studierte Harmonielehre und Kontrapunkt bei Julián Bautista. Er begann seine Laufbahn als Bandoneonbegleiter von Solosängern und spielte in den Orchestern von Antonio Rodio und Juan Canaro. 1942 wechselte er zu Alfredo Gobbis Orchester, das zu dieser Zeit mit Toto D’Amario, Deolindo Casaux, Tito Rodríguez und ihm selbst als Bandoneonisten, Gobbi, Bernardo Germino und Antonio Blanco als Geiger, Juan Olivero Pro als Pianist, dem Kontrabassisten Juan José Fantín und den Sängern Walter Cabral und Pablo Lozano besetzt war.
1951 trennte er sich von Gobbi und gründete ein eigenes Orchester mit den Bandoneonisten Alberto Garralda, Ernesto Rodríguez und Ricardo Varela, den Geigern Luis Piersantelli, Antonio Blanco, José Singla und Jorge González, dem Pianisten  Ernesto Romero, dem Kontrabassisten Luis Adesso und den Sängern Jorge Sobral und Raúl Quirós. Er trat mit dem Orchester, das bis 1953 bestand, im Casanova auf und spielte 18 Titel beim Label Pathé ein.
Hierauf schloss er sich Julio De Canaro an, der jedoch bereits im Folgejahr sein Orchester auflöste. Demarco ging als Nachfolger von Jorge Caldara zu Osvaldo Pugliese, für dessen Orchester er auch als Arrangeur und Komponist wirkte. Als Pugliese 1959 eine Tournee durch China und die Sowjetunion antrat, blieb Demarco in Argentinien, da seine Frau krank war, und arbeitete als Arrangeur und Komponist für die Orchester Raúl Laviés und Héctor Stamponis.
Zwischen 1960 und 1963 leitete Demarco verschiedene Gruppen, mit denen er Sänger wie Edmundo Rivero, Argentino Ledesma und Jorge Sobral bei Aufnahmen begleitete. Als Gobbi 1964 ein neues Orchester gründete, kehrte er zu ihm zurück und trat mit ihm im Patio de Tango, im Sans Souci und bei Radio Splendid auf. Das Orchester wurde noch im gleichen Jahr aufgelöst, und Demarco wechselte zu Joaquín Do Reyes, dessen Orchester aus den Bandoneonisten Máximo Mori, Santiago Cóppola und Antonio Marchesse, dem Pianisten Carlos Parodi, dem Kontrabassisten Osvaldo Monteleone, den Geigern Roberto Guisado, Aquiles Aguilar, José Nieso und Claudio González und dem Sänger Ricardo Aguilar bestand.
1965 gründete Demarco erneut ein eigenes Orchester, das mit Ausnahme des Geigers Roberto Guisado aus weithin unbekannten Musikern bestand. Mit diesem nahm er beim Label Solfeando acht Titel auf. Hierauf arbeitete er erneut als Begleiter von Sängern und nahm 1966 mit Rodolfo Lesica die Tangos Destellos und Quiero verte una vez más auf. 1967 trat er im Gasthaus Ernesto im Trio mit dem Pianisten Norberto Ramos und dem Bassisten Enrique Maldonado als Begleiter zahlreicher Sänger auf. Daneben entstanden neue Aufnahmen mit Edmundo Rivero. 1968 arbeitete er an einem Album mit Gerardo Mancini, das er jedoch aus gesundheitlichen Gründen nicht mehr beendete.

## Kompositionen
- Entrador
- Solfeando
- Pata ancha
- Sensitivo (Text von Máximo Mori)
- Aquella deuda (Text von Julio Camilloni)
- Pavada (Text von Julio Camilloni)
- Astillas (Text von Jacinto Alí)
- Sin un adiós (Text von Reinaldo Yiso)
- Para Pirinch (Text von Santiago Adamini)
- Barro y asfalto", with  (Text von Jorge Sobral und Roberto Vilar)
- Solfeando